# Lepidagathis andersoniana
Lepidagathis andersoniana är en akantusväxtart som beskrevs av Gustav Lindau. Lepidagathis andersoniana ingår i släktet Lepidagathis och familjen akantusväxter. Inga underarter finns listade i Catalogue of Life.